# 久保幸夫
久保 幸夫（くぼ さちお、1950年 - ）は、地理情報システム (GIS) の開発や研究に先駆的に取り組んだ日本の地理学者。
1970年前後、学生たちの間に計量地理学への関心が高かった名古屋大学文学部史学科に学び、東京大学大学院理学系研究科地理学専攻に進学、1975年に修士論文「アーバンフリンジにおける土地利用変化－確率過程による拡散分析－」により理学修士を取得、その後、東京大学理学部助手となった。
久保は、高橋潤二郎らとともに、英米における新たな研究潮流であった地理情報システム (GIS) にいち早く1970年代後半から取り組み、1978年には、位寄和久とともに、地理情報グラフィックシステム ALIS を開発した。また、1980年代初頭からは、その研究動向の紹介に努めた。
1985年には博士論文「地理的情報システムとその都市周縁部研究への応用」により博士（理学）を取得した。
この頃の久保は、「当時、計量地理学分野で最も活躍の目覚ましかった」研究者であったと後に評される活動をしていた。1986年11月には、情報学担当としてお茶の水女子大学文教育学部地理学科に転じて講師となり、1989年に助教授に昇任した。
1991年に、慶應義塾大学環境情報学部助教授に転じ、その後1990年代なかばに教授へ昇任した。
2000年代に大学を離れた。
その後は、創価大学教育学部非常勤講師として教育研究活動を続け、日本学術会議の特任連携会員にもなった。2013年には、地理情報システム学会からGIS名誉上級技術者に認定された。

## おもな著書

### 単著
- 新しい地理情報技術、古今書院、1996年

### 共著
- （鈴木秀夫との共著）日本の食生活、朝倉書店（コンピュータ・マッピング・シリーズ）、1980年
- （厳網林との共著）地理情報科学の新展開、日科技連出版社（慶應SFC人間環境ライブラリー）、1996年

### 共編著
- （西川治監修 氷見山幸夫、太田勇、田村俊和、野上道男、村山祐司、寄藤昴との共編）アトラス日本列島の環境変化、朝倉書店、1995年